# Catancyla brunnea
Catancyla brunnea là một loài bướm đêm trong họ Crambidae.